# Zoopraxiskop

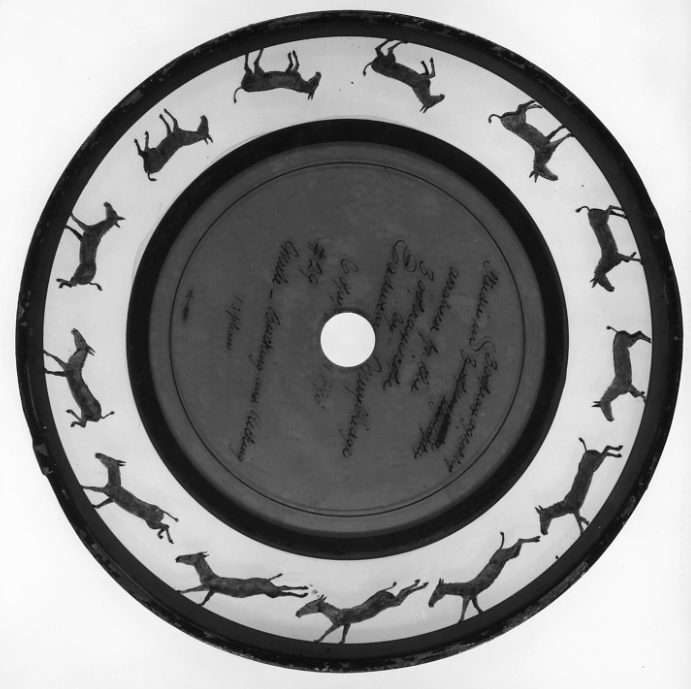
Zoopraxiskop je vynález Eadwearda Muybridgeho

Simulace otáčení kotoučku

Zoopraxiskop (anglicky zoopraxiscope) je jedním z prvních zařízení pro zobrazování pohyblivého filmu. Je to promítačka, do které se vkládá kotouček s nalepenými fotografiemi. Při točení klikou se tento kotouč otáčel a přes objektivy se na plátno promítal pohybující se obraz.

## Historie
Vynalezl jej pionýr fotografie Eadweard Muybridge v roce 1879 a může být považován za první video projektor. Zoopraxiskop promítal obraz z rotujícího kotoučku v rychlém sledu, a vytvářel tak dojem pohybu. Původně byly obrazy na kotoučku namalované na sklo jako siluety. Druhá řada disků, vyrobená v období 1892–94, obsahovala obrysy kresby vytištěné na disk fotografickou cestou a některé byly ručně kolorované. Některé animace jsou velmi složité a představují řadu kombinací sekvencí zvířat a lidí v pohybu.
Disk byl vyroben unikátní metodou – obrazy byly na malých trojúhelníkových sklíčkách, které se teprve lepily na hlavní skleněný disk.
Zařízení bylo pravděpodobně jednou z hlavních inspirací pro kinetoskop Thomase Edisona a Williama Kennedyho Dicksona, první komerční systém promítání filmu. Obrázky všech známých sedmdesáti jedna dochovaných disků zoopraxiskopu byly nedávno uvedeny v knize Eadweard Muybridge: The Kingston Museum Bequest (The Projection Box, 2004).